# Графство Кастел
Графството Кастел (на немски: Grafschaft Castell) е от 1202 до 1806 г. имперско графство във Франконския имперски окръг на Свещената Римска империя. Към края на 18 век то има около 10 000 жители и 30 селища. Управлява се от графовете от род Кастел. През 1806 г. преминава към Кралство Бавария.
През 1057 г. Руперт, първият представител на фамилията Кастел, е споменат в селището Кастел. През 1202 г. фамилията е издигната в съсловието на имперските графове. Резиденциите се намират в Кастел, Рюденхаузен и Ремлинген в Долна Франкония, Бавария.